# Cristo en la Cruz con María y San Juan

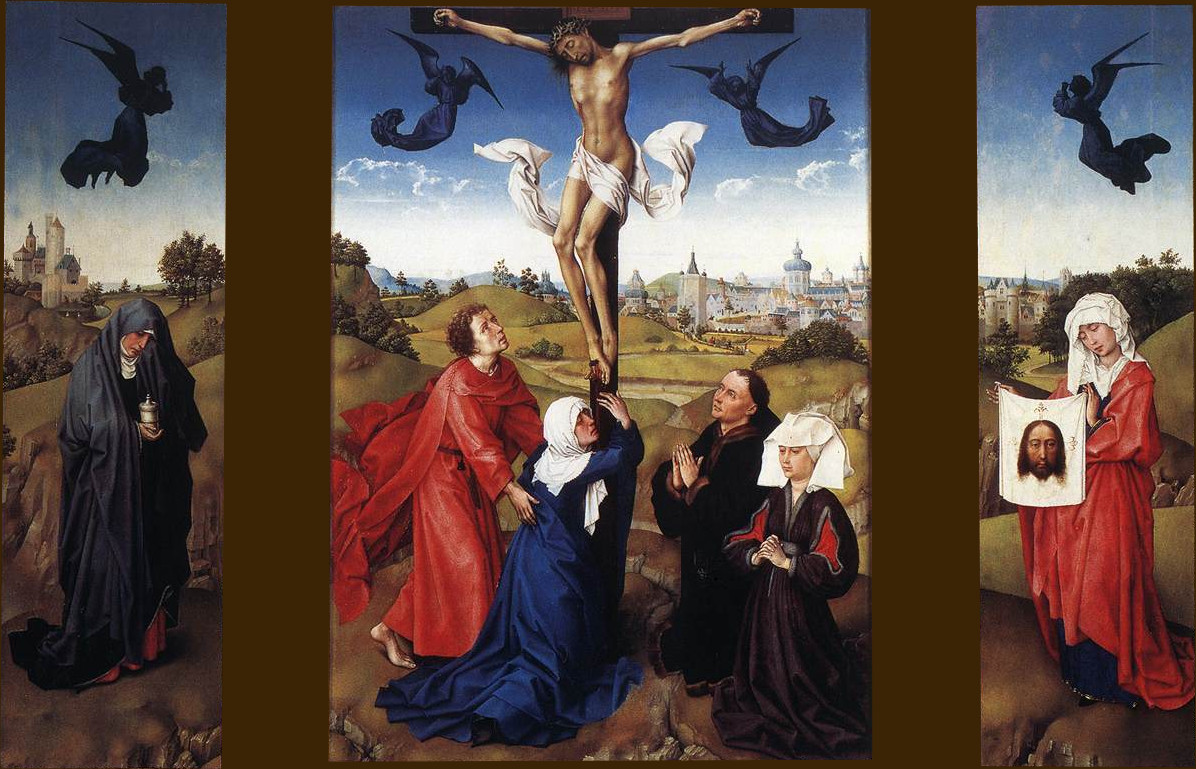
Tríptico de la Crucifixión.

Cristo en la Cruz con María y San Juan es un retablo de hacia 1443-1445 pintado por Rogier van der Weyden, ahora en el Kunsthistorisches Museum en Viena. La escena central muestra la Crucifixión de Jesús, con la Virgen María que se aferra al pie de la cruz, Juan el Evangelista consolándola y el matrimonio donante de la pintura arrodillados a la derecha, integrados en la escena sacra. En la tabla izquierda aparece María Magdalena, y en la de la derecha, Santa Verónica. Un fondo de paisaje único a través de las tres tablas muestra la ciudad de Jerusalén en la distancia. Originalmente fue un único panel con esta nueva distribución por primera vez en la historia del arte, en que los donantes ya aparecen a escala real entre las figuras santas, pero en algún momento posterior fue dividido en tres, convirtiendo las figuras de Magdalena y Verónica en alas laterales.